# Agnieszka z Courtenay
Agnieszka de Courtenay (ur. 1136, zm. 1184) – pierwsza żona Amalryka, hrabiego Jafy i Aszkelonu, późniejszego króla Jerozolimy. Matka Sybilli Jerozolimskiej i Baldwina IV.

## Rodzina
Była córką Joscelina II, hrabiego Edessy z możnego rodu de Courtenay, i jego żony - Beatrycze. Wychowywała się w Edessie, ale po ostatecznym upadku hrabstwa w 1151 roku, jej matka przeniosła się wraz z dziećmi do Jerozolimy. Pierwszy mąż Agnieszki, Renald z Maraszu, poległ w bitwie pod Inab, w 1149, kiedy Agnieszka nie miała jeszcze 15 lat. Z mężem nie miała dzieci, od tego czasu nie cieszyła się zaś zbyt dobrą opinią.

## Małżeństwo z Amalrykiem
Około 1158 roku wyszła za Amalryka, brata króla Baldwina III. Jednak gdy w 1162 roku Amalryka wybrano na króla jerozolimskiego, patriarcha Amalryk z Nesle oraz baronowie wyrazili zgodę na koronację, pod warunkiem unieważnienia małżeństwa z Agnieszką. Powodem było nie tylko złe prowadzenie się hrabiny, ale również niedopuszczalnie bliski stopień pokrewieństwa z królem (prababka Amalryka Melisanda z Montlhéry i prababka Agnieszki – Elżbieta z Montlhéry, były rodzonymi siostrami).

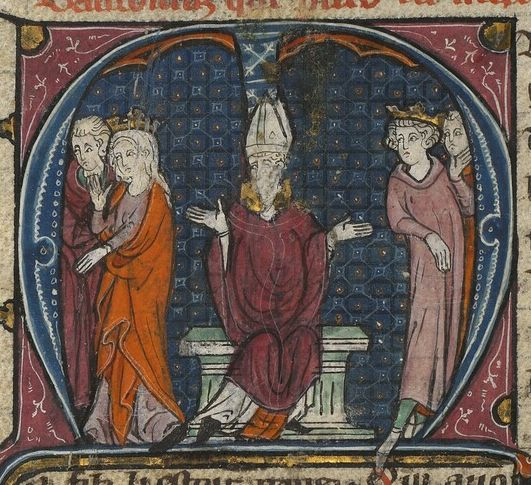

Z tego powodu chorobę Baldwina IV tłumaczono później karą za kazirodczy związek jego rodziców. Z Amalrykiem miała troje dzieci: Sybillę, Baldwina i Alix lub Alicję, zmarłą w dzieciństwie. Amalryk nie sprzeciwił się rozwodowi z Agnieszką, zadowolił się uznaniem praw Sybilli i Baldwina do sukcesji. Później ożenił się po raz drugi z Marią Komneną.

## Kolejne małżeństwa
Kolejne dwa małżeństwa Agnieszki również nie trwały długo - Hugo z Ibelinu zmarł kilka lat po ślubie, zaś Renald z Sydonu, podobnie jak wcześniej Amalryk, doprowadził do unieważnienia małżeństwa z powodu zbyt bliskiego pokrewieństwa z żoną. Z żadnym z nich nie miała dzieci.

## Wpływy Agnieszki na dworze królewskim
Duże znaczenie na dworze jerozolimskim hrabina zdobyła za panowania Baldwina IV. Od samego początku należała do stronnictwa swojego brata, Joscelina III i templariuszy. Choć nie pozwolono jej na wychowywanie swoich dzieci, bardzo często ingerowała w ich życie. To ona doprowadziła do małżeństwa Sybilli z Gwidonem de Lusignan, zaś w 1183 roku poparła pomysł przekazania Gwidonowi regencji.